# خالد الخنين
خالد محمد الخنين (ولد 1950 م) شاعر سعودي، عمل ملحقًا ثقافيًّا بسِفارة المملكة العربية السعودية في دمشق من 1989 إلى 2005. صدرت له عدَّة دواوين وقصائد.

## سيرته
وُلد خالد محمد عبد الله الخنين في محافظة الدلم عام 1950م. تلقَّى تعليمه الابتدائي في مدينة الدلم، وأتم تعليمه في مدينة الرياض إلى أن تخرَّج في كلية اللغة العربية بجامعة الإمام محمد بن سعود الإسلامية في تخصُّص اللغة العربية وآدابها عام 1972. ثم حصل على دبلوم تربوي عام 1974، وحضر دورات في الإدارة المتقدِّمة في معهد الإدارة العامَّة.
تنقَّل في عدَّة وظائف تربوية وإعلامية وإدارية منها عمله مديرًا لإذاعة رأس الخيمة بدولة الإمارات من 1975 إلى 1979، ومديرًا للعَلاقات الجامعية الدَّولية، ومساعدًا للمدير العام للبعَثات والعَلاقات الجامعية الدَّولية من 1982 إلى 1989، ثم عمل منذ 1989 ملحقًا ثقافيًّا بسِفارة المملكة العربية السعودية في دمشق إلى عام 2005.
شارك في العديد من اللجان داخل المملكة وخارجها.

## نشاطاته
شارك في العديد من المهرجانات الشعرية والأدبية، كمهرجان الجنادرية في السعودية، ومهرجان المحبَّة في سورية. وشارك في ندَوات وأمسيَّات شعرية داخل السعودية وخارجها.
نشر العديد من قصائده في الصحف والمجلات السعودية والعربية منها: الجزيرة، والرياض، والمجلة العربية، ومجلة الخفجي، ومجلة الحرس الوطني، في السعودية. ومجلة الثقافة بدمشق، وشارك في إعداد بعض موادِّ الموسوعة العربية السورية بالكتابة عن مجموعة من روَّاد الأدب والتاريخ والشعر في السعودية في القرنين التاسع عشر والعشرين.

## آثاره
- الرياض العشق الأول 1995.
- نجد وأصداء مفاتنه في الشعر، 3 مجلدات.[3]
- حداء الصحراء.
- عشِيَّات الحِمى.[4]
- مختصر ديوان سِقط الزَّند لأبي العلاء المعرِّي.
- الملك عبد العزيز في عيون شعراء الشام.
- شظايا العمر، شعر.
- حقول النجوم، شعر.
- الشعر الكهربائي بين الشيخ راشد بن خنين ود.غازي القصيبي.[5]